# Na hlubinu
Na hlubinu, revue pro vnitřní život, byl časopis pro pěstování a prohloubení duchovního života, který vycházel v letech 1926-1948. Revui založil ThDr. Silvestr Braito, katolický kněz, významný dominikán, který dělal šéfredaktora po celou dobu existence časopisu. Publikovali zde např. Jakub Deml, Dominik Pecka, Metoděj Habáň, Reginald Dacík.
Ve vydávání pokračovali dle dvou pramenů mezi lety 1948-1989 i dominikáni v exilu v Kolíně nad Rýnem. Po přesunu vydávání veškeré  dominikánské literatury zpět do Prahy však již k obnovení vydávání revue nedošlo. Jistým nástupcem je v současnosti teologická revue Salve.